# Az Igazság Ligája a Tini Titánok ellen
Az Igazság Ligája a Tini Titánok ellen (eredeti cím: Justice League vs. Teen Titans) 2016-ban megjelent amerikai 2D-s számítógépes animációs film, amely eredetileg DVD-n jelent meg és ami a DC animációs filmuniverzumának hatodik része. A forgatókönyvet Bryan Q. Miller és Alan Burnett írta, az animációs filmet Sam Liu rendezte, a zenéjét Frederik Wiedmann szerezte. A Warner Bros. Animation készítette, a Warner Home Video forgalmazta. Amerikában 2016. március 29-én, Magyarországon 2016. május 18-án adták ki DVD-én.

## Ismertető
Batman elküldi Robint a Tini Titánok csapatába, hogy legyen egy kis fogalma arról mi is az a csapatmunka. Miközben Robin éppen próbál beilleszkedni a Titánokhoz, a Liga tagjait démoni erők veszik az uralmuk alá, így az ő segítségükre már nem számítva, a Tini Titánok csapatának kell megmentenie a világot.

## Szereplők
| Szereplő                  | Eredeti hang       | Magyar hang       |
| ------------------------- | ------------------ | ----------------- |
| Bruce Wayne / Batman      | Jason O’Mara       | Sarádi Zsolt      |
| Clark Kent / Superman     | Jerry O’Connell    | Welker Gábor      |
| Diana Prince / Csodanő    | Rosario Dawson     | Pikali Gerda      |
| Barry Allen / Villám      | Christopher Gorham | Előd Álmos        |
| Dick Grayson / Éjszárny   | Sean Maher         | Jéger Zsombor     |
| Victor Stone / Kiborg     | Shemar Moore       | Zámbori Soma      |
| Damian Wayne / Robin      | Stuart Allan       | Nagy Gereben      |
| Rachel Roth / Raven       | Taissa Farmiga     | Pekár Adrienn     |
| Koriand'r / Csillagfény   | Kari Wahlgren      | Sipos Eszter Anna |
| Garfield Logan / Gézengúz | Brandon Soo Hoo    | Penke Bence       |
| Jaime Reyes / Kék Bogár   | Jake T. Austin     | Timon Barnabás    |
| Trigon                    | Jon Bernthal       | Király Attila     |
| Lex Luthor                | Steve Blum         | Koncz István      |
| Ra's al Ghu               | T.C. Carson        | Törköly Levente   |
| Időjárás-varázsló         | Rick D. Wasserman  | Mészáros Máté     |
| Angela Chen               | Laura Bailey       | Mohácsi Nóra      |

## Magyar változat[3]
A szinkront a Mafilm Audio Kft. készítette, 2016-ban. Forgalmazza a Pro Video.
- Magyar szöveg: Csizmás Kata
- Hangmérnök: Kiss István
- Vágó: José Lattes
- Gyártásvezető: Kincses Tamás
- Szinkronrendező: Stern Dániel
- Felolvasó: Galambos Péter
- További magyar hangok: Bartók László, Dobó Enikő, Elek Ferenc, Gyarmati Laura, Hám Bertalan, Hirling Judit, Mohácsi Nóra, Rusznák Adrienn, Szrna Krisztián, Téglás Judit